# Maldita Historia (canción)
«Maldita Historia» es el primer sencillo del primer álbum del grupo latinoamericano de groove metal De la Tierra.

## Antecedentes y composición
Como adelanto, desde el 29 de septiembre el grupo tienen un primer corte, “Maldita historia”. La historia a la que alude, en palabras de Andrés Giménez (vocalista de la banda), “narra lo que vive quien quiere desarrollar su sueño y se encuentra con esos palos en la rueda que la vida siempre te pone... Vivimos en un mundo viciado de corrupción, de mentira, de falta de oportunidades, de desigualdad; esa es la maldita historia. Pero tiene una visión positiva: si uno se lo propone, lo puede revertir. Nosotros nos propusimos estar juntos y aquí estamos solo queda en uno dejar de luchar o seguir hasta llegar a conseguir lo que anheló.”

## Personal
- Andrés Giménez – voz, guitarra
- Andreas Kisser – guitarra, voz
- Flavio Cianciarulo – bajo, voz
- Alejandro González – batería, voz

- Datos: Q25412286